# Idioma proto-árabe
El protoárabe es el nombre dado a la hipotética lengua ancestral de todas las variedades del árabe atestiguadas a partir del siglo IX a. C. Existen dos líneas de trabajo para reconstruir el protoárabe:
- La evidencia del árabe se vuelve más frecuente en el siglo II a. C., con la documentación de nombres árabes en la escritura nabatea, así como evidencia de un sustrato árabe en la lengua nabatea.
- Las inscripciones safaiticas e hismaicas fueron compuestas entre el siglo I a. C. y el siglo IV d. C., en el desierto de basalto del noroeste de la península arábiga y el Levante meridional. También son cruciales para la reconstrucción del protoárabe, ya que muestran muchas características compartidas con el epigráfico árabe antiguo del sur y el árabe clásico. Estas características comunes las distinguen de lenguas documentadas más al sur, como el dadanita y el taymanita (ver Características más abajo).

El árabe antiguo en escritura nabatea se atestigua por primera vez en el desierto del Néguev en el siglo I a. C., pero se vuelve más frecuente en la región después del declive del safaitico y el hismaico. A partir del siglo IV d. C., las inscripciones en árabe antiguo se encuentran desde el norte de Siria hasta el Hiyaz, en una escritura intermedia entre la cursiva nabatea y la escritura cúfica de la época islámica.
Basándose en evidencia documental, un académico señala que el Urheimat del protoárabe puede considerarse la frontera entre el noroeste de Arabia y el sur del Levante.
Existe confusión en la aplicación de los términos "árabe preclásico", "protoárabe" y "árabe antiguo". A veces se les da este nombre a las antiguas lenguas nortearábigas epigráficas. Sabatino Moscati las llamó "preclásicas", Georgi Akhvlediani las llamó "protoárabe", mientras que Johann Fück, Haim Rabin, Ibrahim al-Samarrai y Karl Brockelmann las llamaron "árabe antiguo". Brockelmann consideró que las lenguas nortearábigas epigráficas pertenecían a los dialectos árabes antiguos que no son idénticos al árabe clásico tardío.
Aplicar tal nombre a las lenguas nortearábigas es un error. El árabe antiguo aparentemente coexistió con las lenguas nortearábigas pero, a diferencia de ellas, permaneció como una lengua puramente hablada. El académico neerlandés Emery van Donzel consideró que el "árabe antiguo (protoárabe)" era una de las tres etapas en el desarrollo del árabe preclásico, siguiendo a las lenguas semíticas arábigas y precediendo al árabe temprano de los siglos III al VI. También hay quienes se refieren a las lenguas nortearábigas como "protoárabe" y las distinguen del árabe preclásico.
Agatángelo de Crimea definió el período de existencia del árabe antiguo (preclásico) como los siglos V-VIII (hasta 750), seguido por el período clásico del califato (siglos VIII-XI), el período posclásico (siglos XI-XV) y luego el período de declive (siglos XVI-XVIII).
Los dialectos preclásicos tardíos, tanto urbanos como beduinos, son descritos en cierta medida por los primeros filólogos árabes. El árabe nuevo o árabe medio, que se convirtió en la lengua urbana del califato árabe en el siglo VIII, surgió de los dialectos árabes preclásicos, que continuaron desarrollándose hasta los dialectos árabes modernos, mostrando cambios tremendos.

## Características
Existen varias características compartidas por el árabe clásico, las variedades del árabe moderno y las inscripciones safaiticas e hismaicas que no están atestiguadas en ninguna otra variedad de lengua semítica, incluyendo las lenguas dadanita y taymanita del norte del Hiyaz. Son evidencia de un ancestro común hipotético, el protoárabe. Las siguientes características pueden reconstruirse con confianza para el protoárabe:
1. partículas negativas m */mā/; lʾn */lā-ʾan/ > árabe clásico lan
2. participio pasivo mafʿūl en la forma G
3. preposiciones y adverbios f, ʿn, ʿnd, ḥt, ʿkdy
4. un subjuntivo en -a
5. demostrativos con t
6. nivelación del alomorfo -at de la terminación femenina
7. complementador ʾn y subordinador
8. el uso de f- para introducir cláusulas modales
9. pronombre de objeto independiente en (ʾ)y
10. vestigios de la nunación